# 埃伯特
埃伯特 或者 艾伯特（Ebert）可以指：
- 罗杰·埃伯特（英語：Roger Joseph Ebert，/ˈiːbərt/，1942年6月18日－2013年4月4日）, 美國影評人、編劇。
- 亨丽埃塔·埃伯特（德語：Henrietta Ebert，1954年1月15日－）, 德國女賽艇運動員。
- 托马斯·埃伯特（丹麥語：Thomas Ebert，1973年7月23日－）, 丹麥男賽艇運動員。
- 弗里德里希·艾伯特（德語：Friedrich Ebert，1871年2月4日－1925年2月28日）, 德國政治家。
- 安德烈亚斯·埃伯特（德語：Andreas Ebert，？－）, 德國男子賽艇運動員。

|  | 本页或本分段罗列了姓氏为「埃伯特」的人物。 如果是一个指代特定个人的内链将您引导到本页，請考慮修正該人物的名字以將链接指向正確的條目。 |